# 5098 Tomsolomon
5098 Tomsolomon eller 1985 CH2 är en asteroid i huvudbältet som upptäcktes den 14 februari 1985 av den belgiske astronomen Henri Debehogne vid La Silla-observatoriet. Den är uppkallad efter Tom Solomon.
Asteroiden har en diameter på ungefär 5 kilometer.